# Bodfish
Bodfish és una concentració de població designada pel cens dels Estats Units a l'estat de Califòrnia. Segons el cens del 2000 tenia 1.823 habitants.

## Demografia
Segons el cens del 2000, Bodfish tenia 1.823 habitants, 840 habitatges, i 535 famílies. La densitat de població era de 88,4 habitants per km².
Dels 840 habitatges en un 19,4% hi vivien nens de menys de 18 anys, en un 49,3% hi vivien parelles casades, en un 10,5% dones solteres, i en un 36,3% no eren unitats familiars. En el 29,6% dels habitatges hi vivien persones soles el 17,6% de les quals corresponia a persones de 65 anys o més que vivien soles. El nombre mitjà de persones vivint en cada habitatge era de 2,17 i el nombre mitjà de persones que vivien en cada família era de 2,64.
Per edats la població es repartia de la següent manera: un 19,1% tenia menys de 18 anys, un 4,7% entre 18 i 24, un 19,3% entre 25 i 44, un 27,4% de 45 a 60 i un 29,5% 65 anys o més.
L'edat mediana era de 50 anys. Per cada 100 dones de 18 o més anys hi havia 96,8 homes.
La renda mediana per habitatge era de 22.368 $ i la renda mediana per família de 29.375 $. Els homes tenien una renda mediana de 22.308 $ mentre que les dones 14.926 $. La renda per capita de la població era de 12.735 $. Entorn del 9,9% de les famílies i el 15,9% de la població estaven per davall del llindar de pobresa.

## Poblacions més properes
El següent diagrama mostra les poblacions més properes.